# 矢勝川
矢勝川（やかちがわ）は、愛知県の知多半島を流れる阿久比川水系の二級河川。流路延長は約4.6 km（キロメートル）、流域面積は約8.5 km2である。地元では「背戸川」とも呼ばれ、新美南吉の童話『ごんぎつね』に登場することで知られる。

## 地理

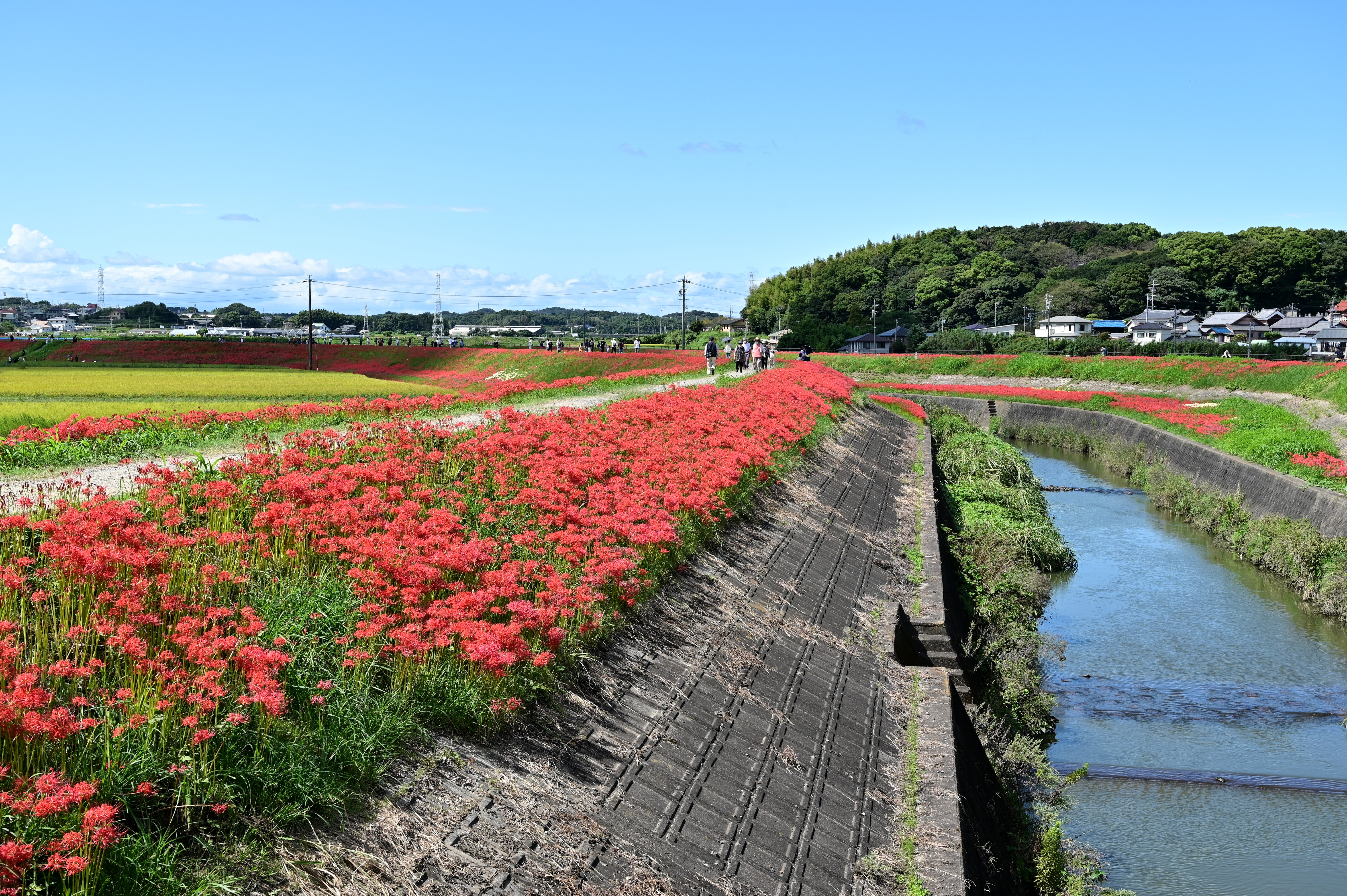
矢勝川。右の小高い山は阿久比町の権現山（2020年9月）

半田市と阿久比町と常滑市の境にある半田池を水源とし、東に流れる。半田市と阿久比町の境界を流れて名鉄河和線と交差し、半田市岩滑東町で阿久比川（）の右岸に合流する。なお、合流点付近で矢勝川は阿久比川に隣接・並行して南流する十ヶ川（半田運河）と交差するが、十ヶ川の伏せ越し工法（立体交差）により合流しない。
新美南吉の著名な児童文学『ごん狐』に兵十がうなぎを獲っている川として登場することで知られており、川の中流となる岩滑西町には新美南吉記念館がある。川岸の堤防には1990年（平成2年）から市民の手によって『ごんぎつね』にも登場する彼岸花の植栽が始められ、現在では名所として広く知られるようになった。秋の彼岸ごろになると東西2キロメートル余りにわたって200万本以上の彼岸花が咲き、2008年（平成20年）からイベント「童話の村 秋まつり」を開催、2013年（平成25年）には新美南吉の生誕100年を記念して名称を「ごんの秋まつり」に改め、毎年9月下旬から10月上旬にかけて開催している。また、堤防上には遊歩道が、知多半島サイクリングロードの一部である「矢勝川と新美南吉のふるさとコース」（約5 km）として整備されている。
河川監視ライブカメラが高田橋（阿久比町植大）に設置されている。

## 主な支流および湖沼
- 半田池
- あん川

## ギャラリー

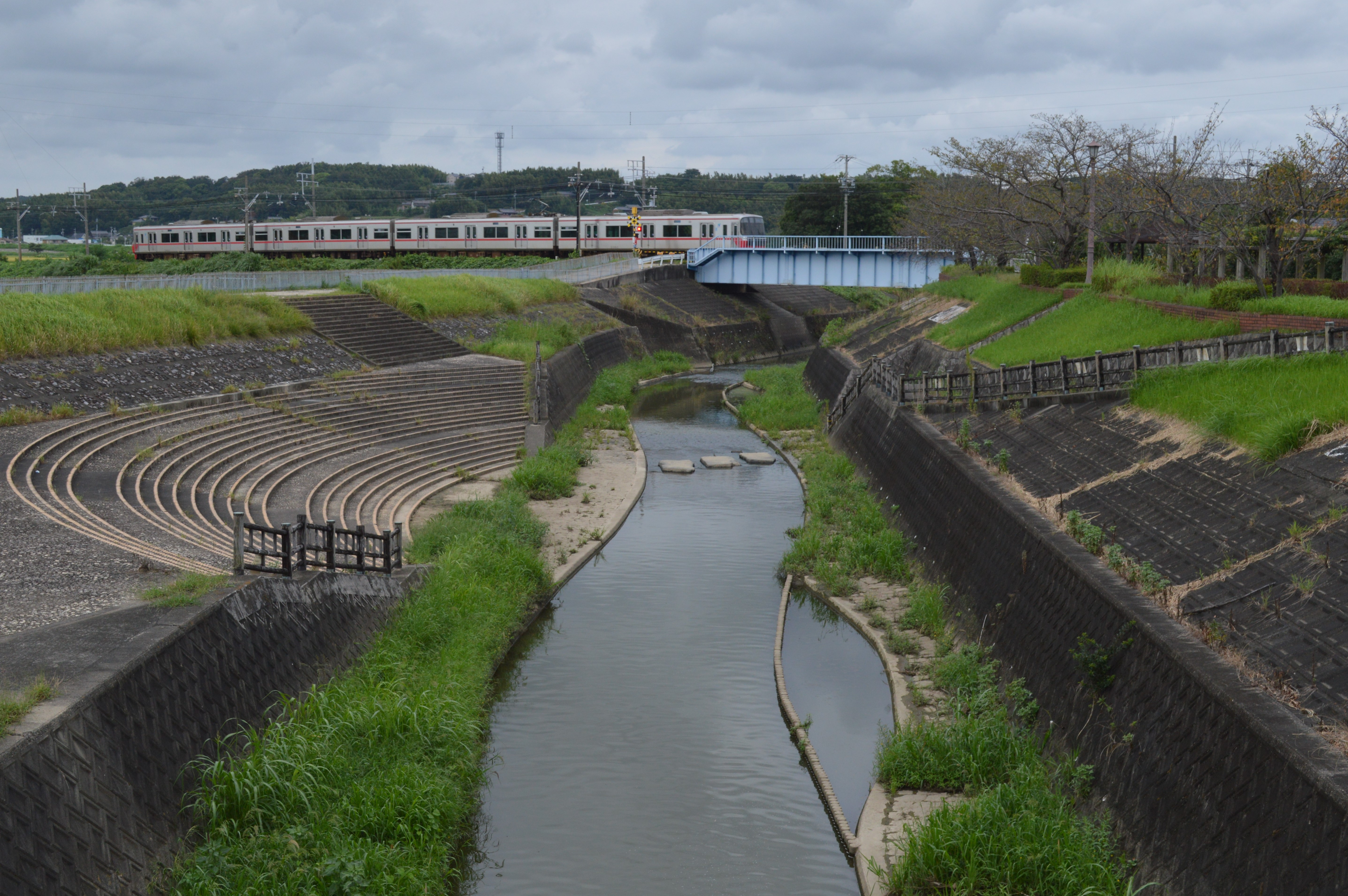
矢勝川（2020年10月）
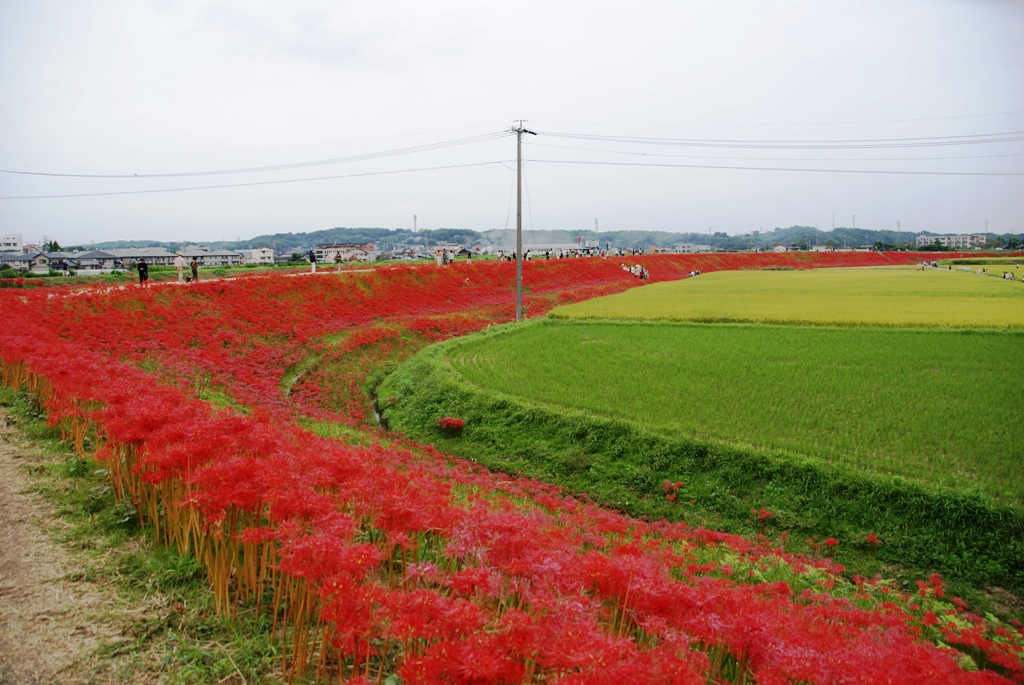
矢勝川の彼岸花（2008年9月撮影）
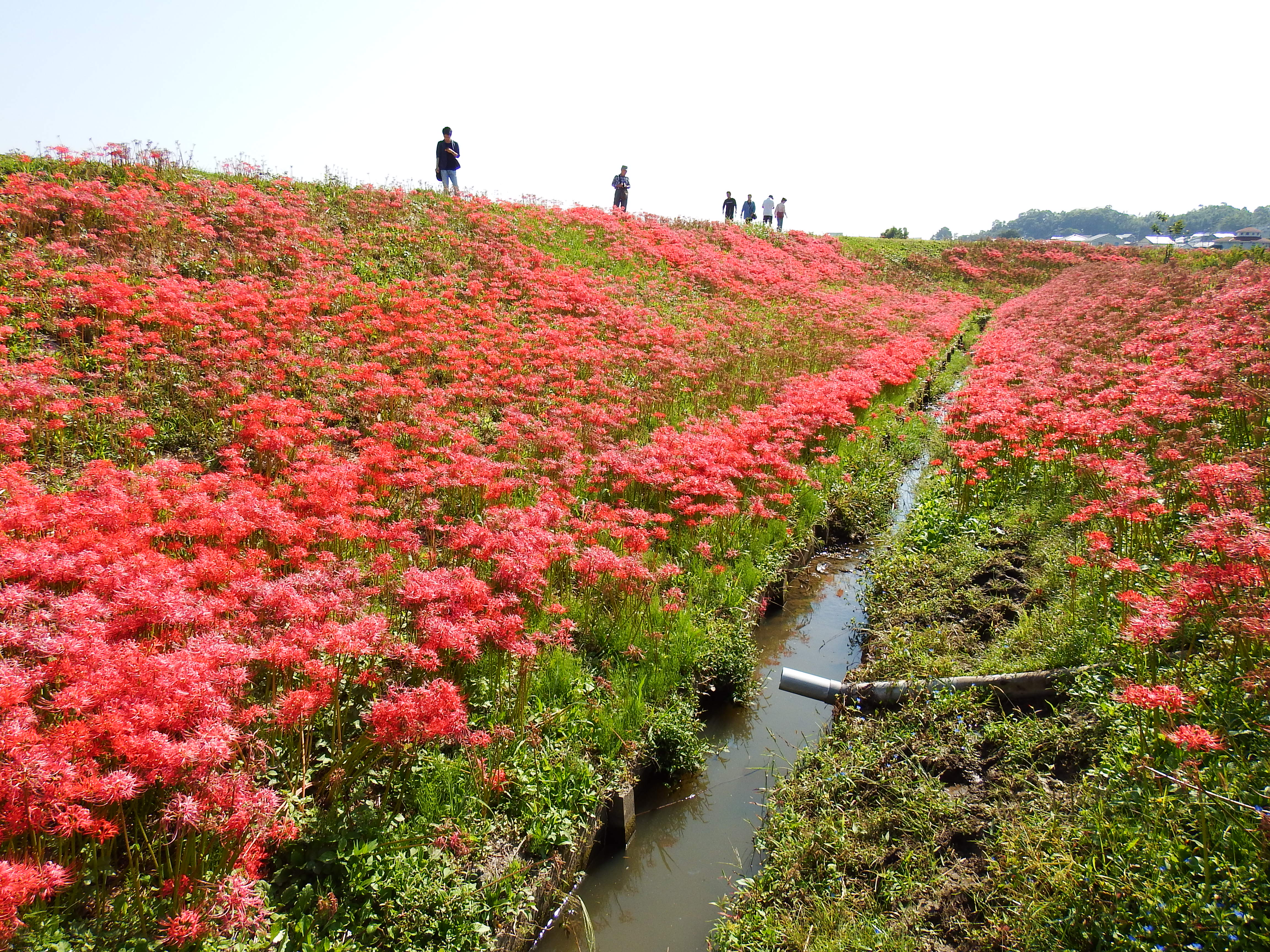
矢勝川の彼岸花（2014年9月）
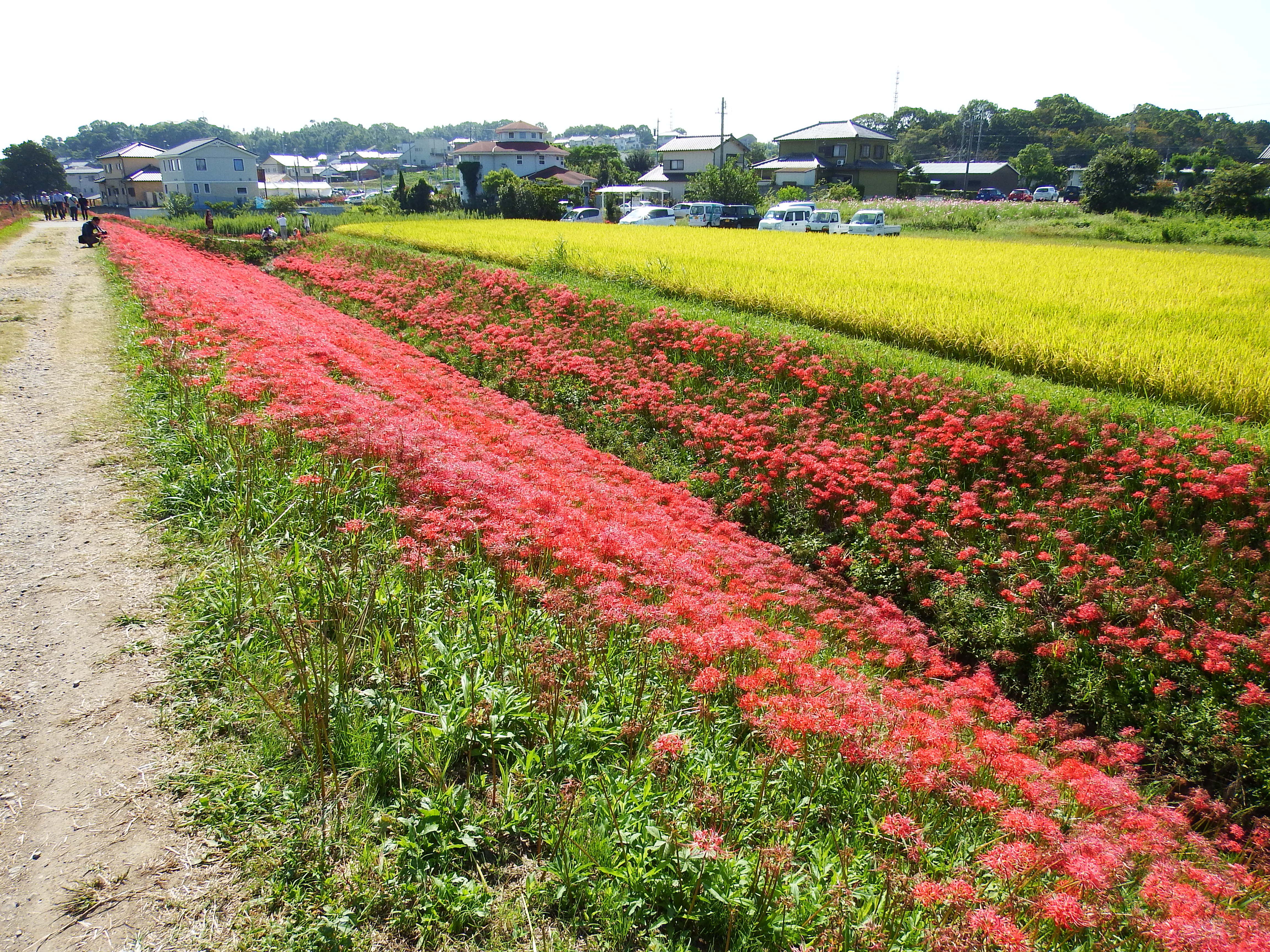
矢勝川の彼岸花（2014年9月）
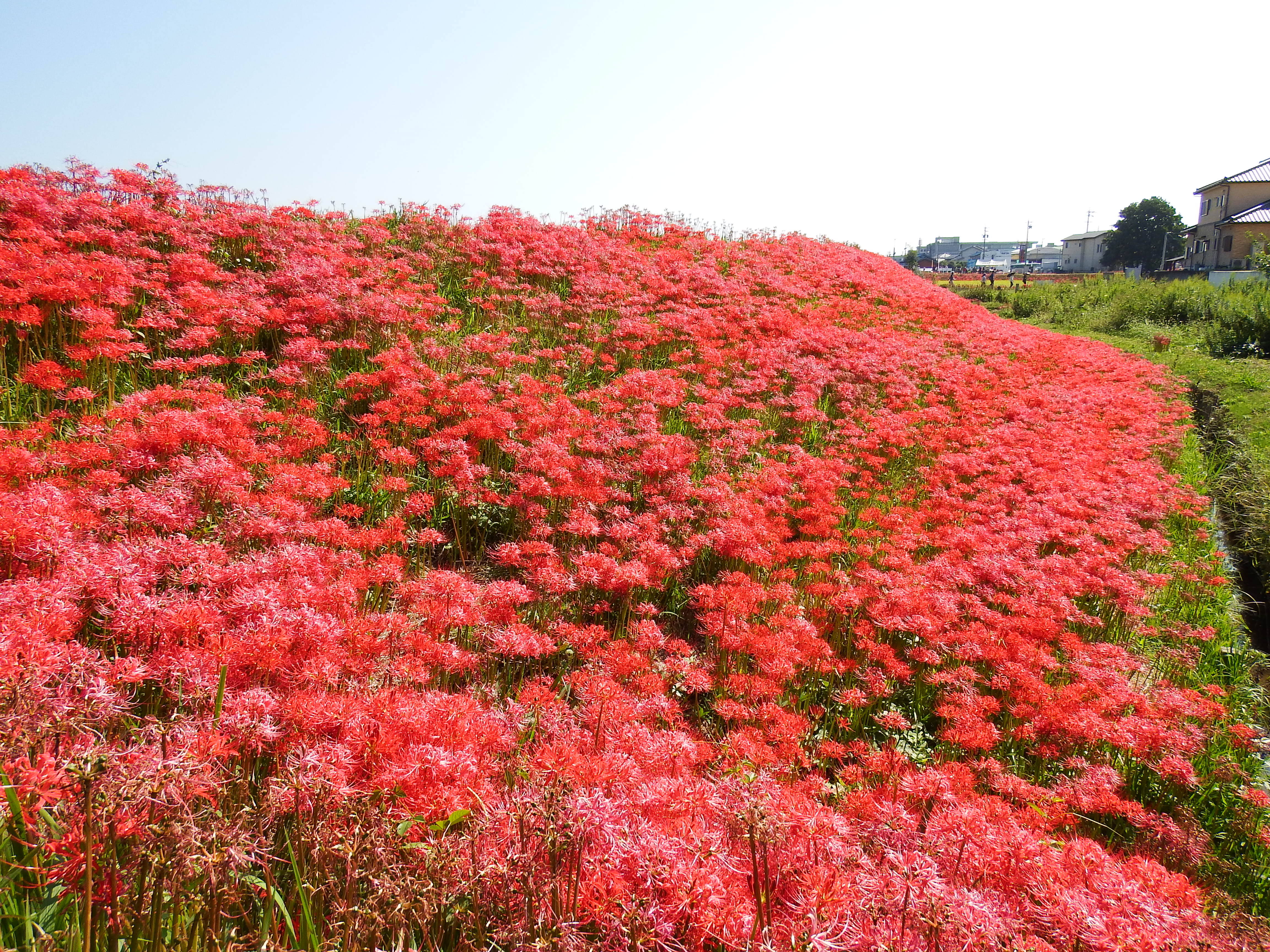
矢勝川の彼岸花（2014年9月）
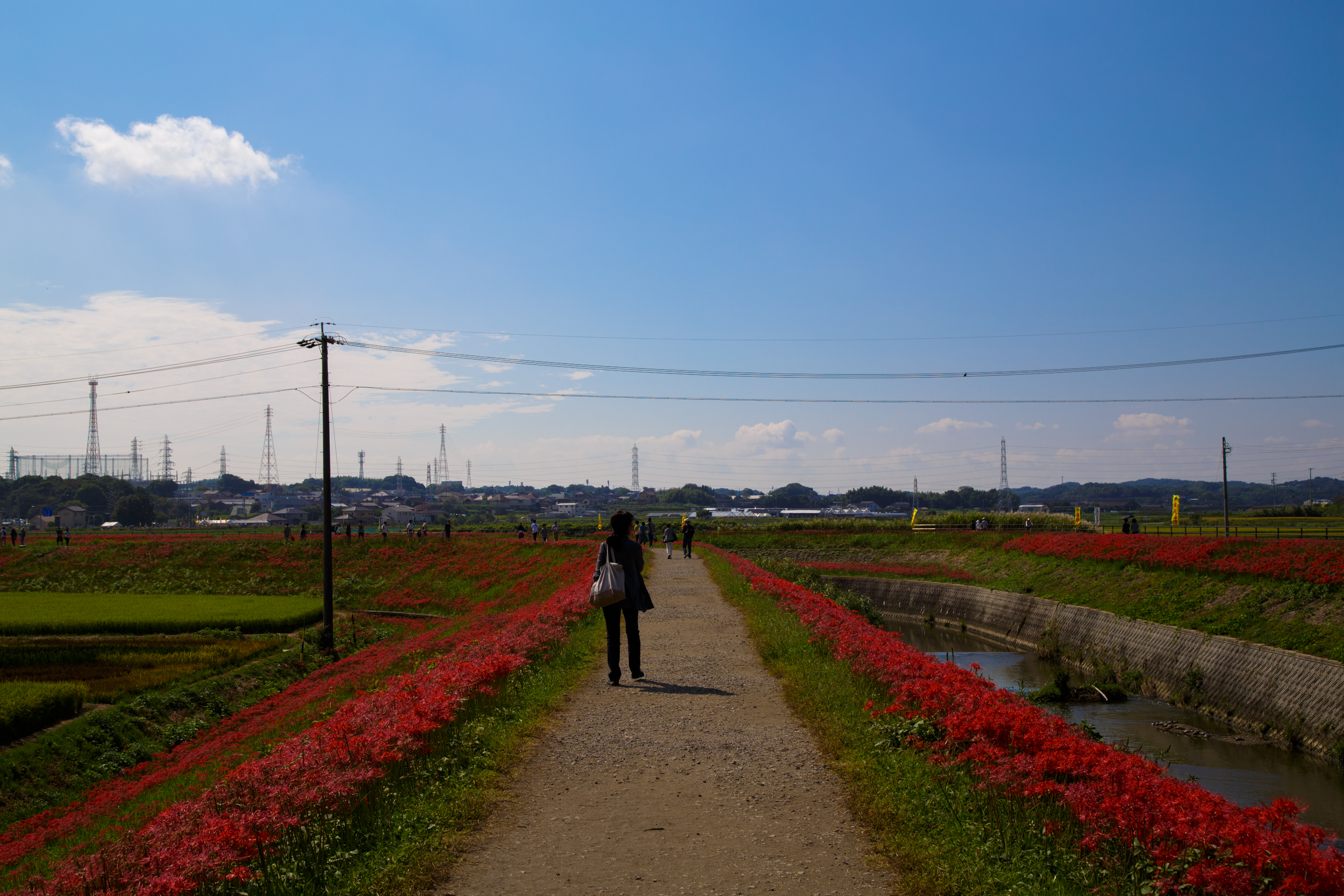
矢勝川堤防上の遊歩道（サイクリングロード）（2015年9月）
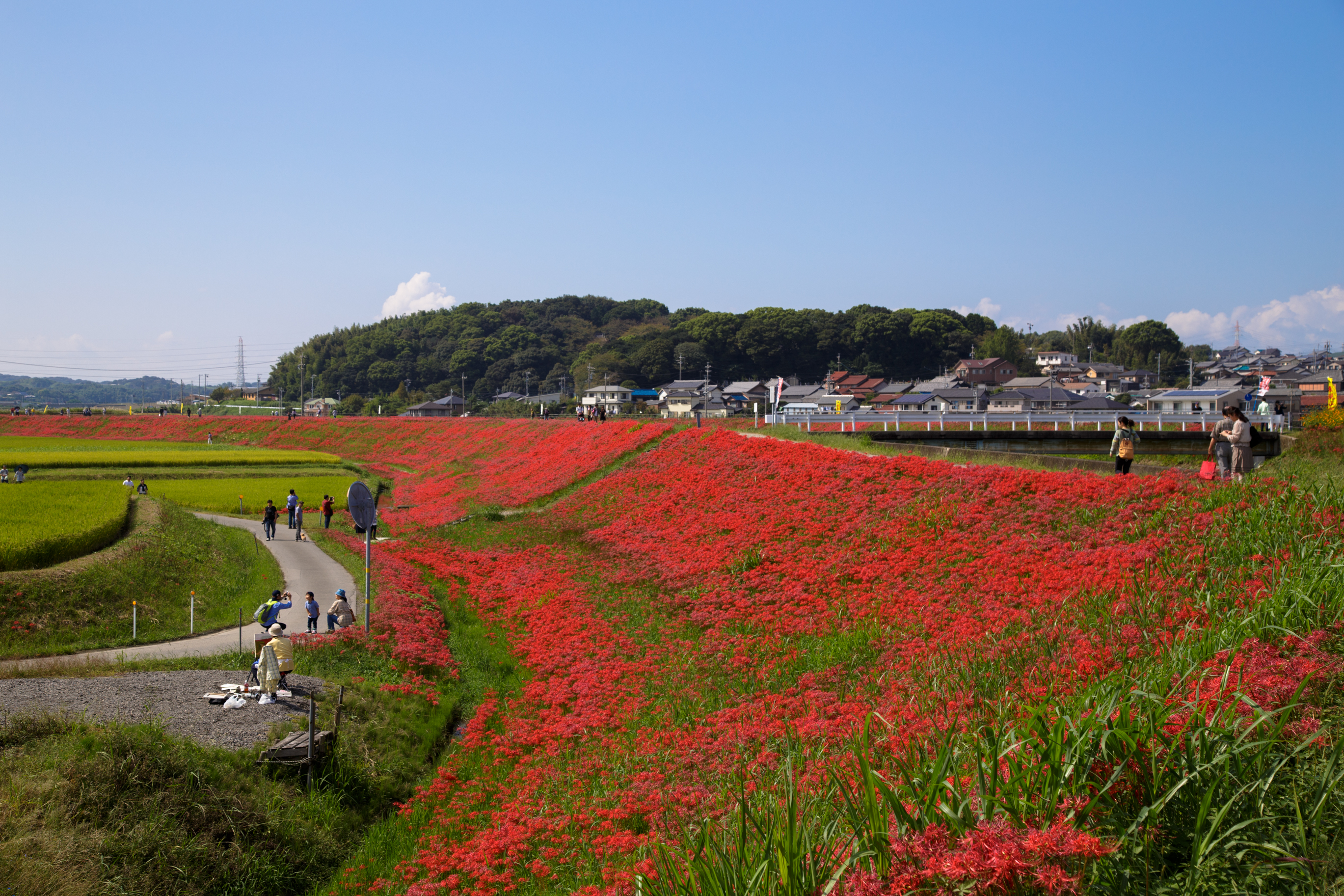
矢勝川の堤防と彼岸花（2015年9月）
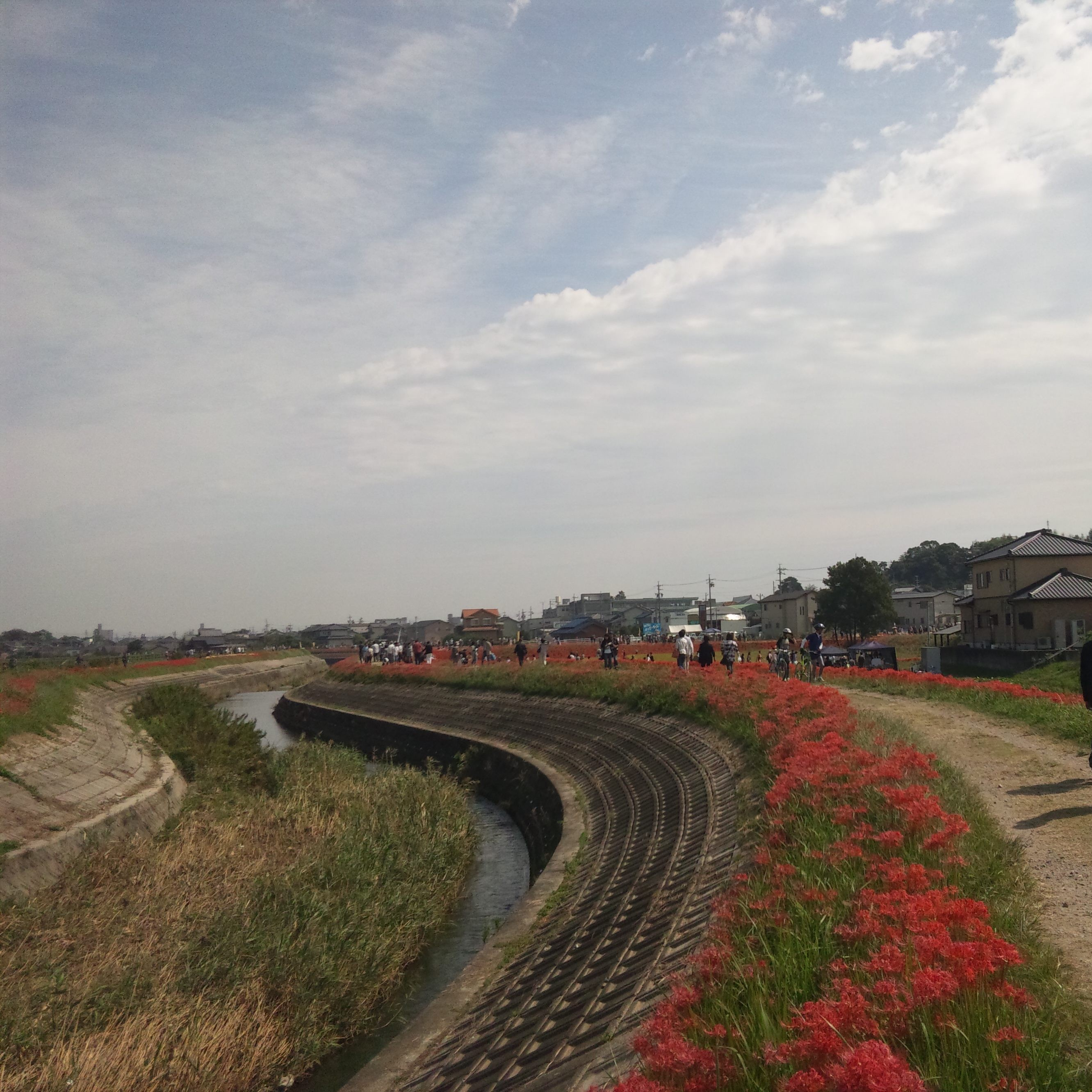
矢勝川の蛇行と堤防（2011年11月）